# Eve Myles

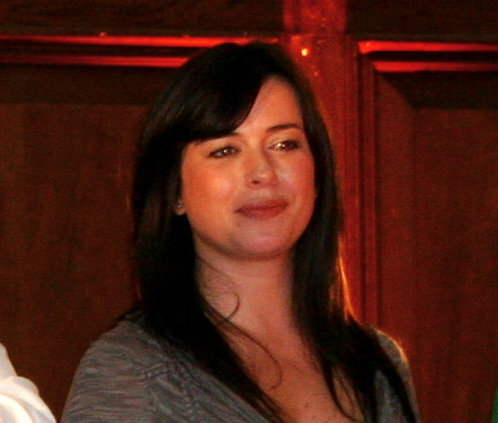
Eve Myles auf einer Torchwood-Convention.

Eve Myles (* 26. Juli 1978 in Ystradgynlais, Powys) ist eine walisische Schauspielerin. Sie wurde bekannt durch ihre Rollen in den Fernsehserien Belonging und Torchwood.

## Leben
Myles besuchte die Ysgol Maes Y Dderwen Schule und absolvierte den Bachelor of Arts. Im Jahr 2000 zog sie nach London. 
Myles traf Bradley Freegard 1994 am National Youth Theatre und heiratete ihn am 18. Mai 2013 in Italien. Myles und Freegard haben zwei Töchter: Matilda Myles Freegard, geboren am 10. November 2009 und Siena Myles Freegard, geboren am 11. Februar 2014.
Ab 2001 nahm sie einige kleinere Rollen an, unter anderem spielte sie in einem Spin-off der britischen Serie EastEnders. 2005 erhielt sie eine Nebenrolle in einer Folge von Doctor Who. Hier entdeckte der Produzent Russell T Davies ihr Talent. Da er sie als „eines der am besten gehüteten Geheimnisse Wales’“ ansieht, schrieb Davies speziell für sie die Rolle der Gwen Cooper in Torchwood.
Seit 2018 spielt Myles die Hauptrolle in der walisischen Fernsehserie Keeping Faith. Die Folgen werden jeweils doppelt gefilmt, auf Englisch und Walisisch. Myles lehnte die Rolle zunächst mehrfach ab, da sie kein Walisisch sprechen konnte.

## Trivia
Am 14. November 2014 wird Eve Myles als Sexiest Woman of Wales gelistet. Mit 40,93 % aller Stimmen lag sie weit vor dem 2. Platz mit 18,28 %.
Bereits am 7. November 2009 wurde eine Liste der 50 Sexiest Women of Wales veröffentlicht, auf der Eve Myles an siebter Stelle steht.

## Filmografie (Auswahl)
- 2000–2008: Belonging (Fernsehserie)
- 2003: EastEnders: Dot’s Story
- 2005: Colditz
- 2005, 2008: Doctor Who (Fernsehserie, 3 Episoden)
- 2006–2011: Torchwood (Fernsehserie 41 Episoden)
- 2008: Merlin (Fernsehserie, Episode 1.01)
- 2008: Little Dorrit (Fernsehserie, 8 Episoden)
- 2011: Baker Boys (Fernsehserie, 6 Episoden)
- 2013–2015: You, Me & Them (Fernsehserie, 12 Episoden)
- 2013: Frankie (Fernsehserie, 6 Episoden)
- 2015: Broadchurch (Fernsehserie, 8 Episoden)
- 2016: Victoria (Fernsehserie, 8 Episoden)
- 2017: Eat Locals
- 2017: A Very English Scandal (Fernsehserie, Episode 1.02)
- 2017–2021: Keeping Faith (Fernsehserie, 20 Episoden)
- 2018: To Provide All People (Fernsehfilm)
- 2019: Cold Feet (Fernsehserie, 2 Episoden)
- 2020–2022: We Hunt Together (Fernsehserie, 12 Episoden)
- 2023: Hijack (Miniserie, 6 Episoden)
- 2025: The Crow Girl (Fernsehserie, 6 Episoden)